# Elbait
Elbait je rijetka vrsta minerala koja spada u skupinu turmalina. Zbog svoje rijetkosti prikazuje ga se na brojnim izložbama minerala diljem svijeta.

## Ležišta i nalazišta
Ova vrsta minerala se formira u žilama magmatskih i metamorfnih stijena u kombinaciji s mineralom lepidoltom.

## Vanjske povezice
- alminerals.com - Minerali, kamenje i dragulji  Arhivirana inačica izvorne stranice od 15. siječnja 2011. (Wayback Machine) (engl.)